# Liste der Sieger im Beachhandball bei den Asian Beach Games
Die Unterseite Beachhandball bei den Asian Beach Games/Siegermannschaften verzeichnet alle Medaillengewinner dieses Wettbewerbs.

## Frauen
| Event | Gold | Silber | Bronze |
| ----- | --- | --- | --- |
| 2008  | Volksrepublik China Xie Chenchen Zhang Tianjie Zhao Hui Si Yan Gong Yan Hu Chunhui Zhang Hongli                                                                                   | Thailand Vanpen Sila Duangjai Thaohom Nadtaya Buaphan Preeyanut Bureeruk Thippawan Wongmak Nualjan Supaphan Pattarasiri Thanawat Busarakam Sriruksa Nantiya Chawdorn Wongduean Sawatporn   | Taiwan Chia Ling-hui Chang Ya-wei Chiu Yu-ting Chen Yin-ling Chu Chiu-en Chen Te-jung Hsu Ju-fang                                                                                      |
| 2010  | Volksrepublik China Xie Chenchen Li Tingting Gong Yan Shen Ping Zhao Hui Yao Yingqi Zheng Dongdong Du Jijuan Zhang Tianjie Yu Aoni                                                | Thailand Orrathai Wongnara Nualjan Supaphan Vanpen Sila Duangjai Thaohom Busarakam Sriruksa Pattarasiri Thanawat Punpana Manmai Preeyanut Bureeruk Pimpipat Chaiviset Kanyaratn Boonkhoksi | Vietnam Phan Thị No Trương Hồng Ngọc Huỳnh Thị Kim Mỹ Châu Ngọc Thùy Dung Nguyễn Kim Oanh Hứa Thị Thu Nga Võ Ngọc Hiếu Nguyễn Thị Kim Thư Trương To Lợi Phạm Thị Thanh Vân             |
| 2012  | Volksrepublik China Liu Yun Gong Yan Shen Ping Zhao Hui Sun Laimiao Huang Hong Liu Xiaomei Du Jijuan Li Yao Zhang Tianjie                                                         | Taiwan Chiu Yu-ting Lin Wen-ya Chen Ying-ju Hsu Ju-fang Yang Ya-ting Chia Ling-hui Chang Ya-wei Chu Chiu-en                                                                                | Vietnam Tạ Mỹ Quyên Phạm Thị Thanh Vân Huỳnh Thị Kim Mỹ Châu Ngọc Thùy Dung Lê Thị Thanh Phụng Hứa Thị Thu Nga Võ Ngọc Hiếu Nguyễn Thị Kim Thư Nguyễn Thị Huyền Trang Nguyễn Kim Oanh  |
| 2014  | Thailand Pakakan Thongkot Pawinee Bunjarern Vanpen Sila Viyada Surason Punpana Manmai Kwanruedi Srithamma Orrathai Wongnara Preeyanut Bureeruk Panida Nongrueang Nittaya Joisakoo | Taiwan Chen Yi-ling Huang Wei-jung Yang Ya-ting Hsu Li-ping Chia Ling-hui Lin Ya-ching Tsai Tzu-hsuan Chu Chiu-en Chen Te-jung Chen Ying-ju                                                | Vietnam Hà Thị Hạnh Châu Ngọc Thùy Dung Lê Thị Thanh Phụng Nguyễn Kim Oanh Hứa Thị Thu Nga Võ Ngọc Hiếu Nguyễn Thị Kim Thư Nguyễn Thị Huyền Trang Đoàn Thị Phương Mỹ Nguyễn Thị Trà My |
| 2016  | Vietnam Nguyễn Thanh Huyền Lư Ngọc Trinh Châu Ngọc Thùy Dung Lê Thị Thanh Phụng Nguyễn Kim Oanh Hà Thị Hạnh Đàm Thị Thanh Huyền Nguyễn Thị Kim Thư Trần Thị Sen Nguyễn Thị Trà My | Volksrepublik China Si Yan Shen Ping Han Xinru Zhang Tianjie Du Jijuan Dong Dandi Zhou Ting Li Yao Liu Zhiyue An Xin                                                                       | Thailand Pakakan Thongkot Pawinee Bunjarern Vanpen Sila Viyada Surason Supharat Sukjan Punpana Manmai Kwanruedi Srithamma Orrathai Wongnara Kawinthida Janjit Pornpiroon Chalachai     |

### Erfolgreichste Teilnehmerinnen
| Platz | Name                | Land                | Von  | Bis  | Gold | Silber | Bronze | Gesamt |
| ----- | ------------------- | ------------------- | ---- | ---- | ---- | ------ | ------ | ------ |
| 1.    | Zhang Tianjie       | Volksrepublik China | 2008 | 2016 | 3    | 1      | –      | 4      |
| 2.    | Zhao Hui            | Volksrepublik China | 2008 | 2012 | 3    | –      | –      | 3      |
| 2.    | Gong Yan            | Volksrepublik China | 2008 | 2012 | 3    | –      | –      | 3      |
| 4.    | Shen Ping           | Volksrepublik China | 2010 | 2016 | 2    | 1      | –      | 3      |
| 4.    | Du Jijuan           | Volksrepublik China | 2010 | 2016 | 2    | 1      | –      | 3      |
| 6.    | Xie Chenchen        | Volksrepublik China | 2008 | 2010 | 2    | –      | –      | 2      |
| 7.    | Vanpen Sila         | Thailand            | 2008 | 2016 | 1    | 2      | 1      | 4      |
| 8.    | Preeyanut Bureeruk  | Thailand            | 2008 | 2014 | 1    | 2      | –      | 3      |
| 9.    | Punpana Manmai      | Thailand            | 2010 | 2016 | 1    | 1      | 1      | 3      |
| 9.    | Orrathai Wongnara   | Thailand            | 2010 | 2016 | 1    | 1      | 1      | 3      |
| 10.   | Li Yao              | Volksrepublik China | 2012 | 2016 | 1    | 1      | –      | 2      |
| 10.   | Si Yan              | Volksrepublik China | 2008 | 2016 | 1    | 1      | –      | 2      |
| 12.   | Châu Ngọc Thùy Dung | Vietnam             | 2010 | 2016 | 1    | –      | 3      | 4      |
| 12.   | Nguyễn Kim Oanh     | Vietnam             | 2010 | 2016 | 1    | –      | 3      | 4      |
| 12.   | Nguyễn Thị Kim Thư  | Vietnam             | 2010 | 2016 | 1    | –      | 3      | 4      |
| 15.   | Lê Thị Thanh Phụng  | Vietnam             | 2012 | 2016 | 1    | –      | 2      | 3      |
| 16.   | Pakakan Thongkot    | Thailand            | 2014 | 2016 | 1    | –      | 1      | 2      |
| 16.   | Pawinee Bunjarern   | Thailand            | 2014 | 2016 | 1    | –      | 1      | 2      |
| 16.   | Viyada Surason      | Thailand            | 2014 | 2016 | 1    | –      | 1      | 2      |
| 16.   | Kwanruedi Srithamma | Thailand            | 2014 | 2016 | 1    | –      | 1      | 2      |
| 16.   | Hà Thị Hạnh         | Vietnam             | 2014 | 2016 | 1    | –      | 1      | 2      |
| 16.   | Nguyễn Thị Trà My   | Vietnam             | 2014 | 2016 | 1    | –      | 1      | 2      |

## Männer
| Event | Gold | Silber | Bronze |
| ----- | --- | --- | --- |
| 2008  | Pakistan Nasr Ullah Naseer Ahmed Muhammad Uzair Atif Muhammad Sohaib Babar Sultan Manzoor Ahmad Muhammad Shahid Pervaiz Azhar Khan Muhammad Nadeem Tahir Ali                                          | Kuwait Abdulaziz Balous Hamad Al-Rashidi Naser Bu-Khedhra Naseer Hasan Mahdi Al-Qallaf Meshari Al-Noubi Sameh Al-Hajeri Abdullah Ahmad Saleh Al-Jaimaz Meshari Al-Otaibi              | Thailand ritsanawan Rienjan Channarong Hunvun Tanakorn Ekchiaochan Lapat Chutan Bulakorn Kongka Sanit Iamphuchuai Anek Sombunjit Chainarong Srisong Chumphon Chaiwut Kaveewat Phachuen |
| 2010  | Kuwait Yousuf Madouh Ali Ashkanani Saleh Al-Jaimaz Heef Abdullah Hamad Al-Anezi Ahmad Al-Dowaisan Abdulaziz Balous Naseer Hasan Hamad Al-Rashidi Sameh Al-Hajeri                                      | Pakistan Nasr Ullah Tariq Iqbal Azhar Khan Muhammad Shahid Pervaiz Babar Sultan Muhammad Sohaib Muhammad Uzair Atif Naseer Ahmed Tahir Ali Asif Ali                                   | Thailand Tiwanon Aunaudom Channarong Hunvun Lapat Chutan Chumphon Chaiwut Anek Sombunjit Jirapong Limli Bulakorn Kongka Wanchalerm Natethanon Phairot Usuwan Chainarong Srisong        |
| 2012  | Katar Hassan Mabrouk Abdulrazzaq Murad Mahmoud Osman Ali Mohamed Mohsin Yafai Mohab Mahfouz Mutasem Mohamed Samir Hashim Aymen Kharbech Jassim Al-Buainain Sid Kenaoui Hamdi Missaoui Ismail Mohammed | Bahrain Mohamed Abdulhadi Mahmood Abdulqader Fahad Jasim Sayed Shehab Moosa Abdulla Ali Salman Bilal Basham Raed Al-Marzooq Jaafar Abbas Husain Al-Qaidoom Fawaz Shamsan Husain Madan | Pakistan Tahir Ali Nasr Ullah Tariq Iqbal Muhammad Javed Muhammad Shahid Pervaiz Zahid Ali Habib-ur-Rehman Muhammad Sohaib Muhammad Uzair Atif Naseer Ahmed                            |
| 2014  | Katar Ahmed Morgan Mahmoud Osman Mohamed Hassan Anis Zouaoui Ali Mohamed Mohsin Yafai Hani Kakhi Mohab Mahfouz Mutasem Mohamed Sid Kenaoui                                                            | Oman Ashraf Al-Hadidi Hussain Al-Jabri Ahmed Al-Hinai Mazen Al-Dughaishi Said Al-Hasani Asad Al-Hasani Marwan Al-Dughaishi Hani Al-Dughaishi Azan Al-Azan Nasr Al-Tamtami             | Pakistan Tahir Ali Hazrat Hussain Ghulam Ali Baloch Zohaib Jabbar Muhammad Shahid Pervaiz Asif Ali Imran Khan Khawar Yasin Muhammad Uzair Atif Naseer Ahmed                            |
| 2016  | Katar Ali Garba Ahmed Morgan Ahmed Abdelhak Anis Zouaoui Mohamed Hassan Amir Denguir Mohab Mahfouz Mutasem Mohamed Sid Kenaoui Hani Kakhi                                                             | Oman Ashraf Al-Hadidi Hussain Al-Jabri Marwan Al-Dughaishi Yasir Al-Harthi Mehdi Al-Suleimani Said Al-Hasani Azan Al-Azan Nasr Al-Tamtami Usama Al-Kasbi Asad Al-Hasani               | Pakistan Tahir Ali Hazrat Hussain Asim Saeed Abid Ullah Muhammad Shahid Pervaiz Asif Ali Rana Waqar Khan Khawar Yasin Muhammad Uzair Atif Muzamal Hussain                              |

### Erfolgreichste Teilnehmer
| Platz | Name                    | Land     | Von  | Bis  | Gold | Silber | Bronze | Gesamt |
| ----- | ----------------------- | -------- | ---- | ---- | ---- | ------ | ------ | ------ |
| 1.    | Mohab Mahfouz           | Katar    | 2012 | 2016 | 3    | –      | –      | 3      |
| 1.    | Mutasem Mohamed         | Katar    | 2012 | 2016 | 3    | –      | –      | 3      |
| 1.    | Sid Kenaoui             | Katar    | 2012 | 2016 | 3    | –      | –      | 3      |
| 4.    | Mahmoud Osman           | Katar    | 2012 | 2014 | 2    | –      | –      | 2      |
| 4.    | Ali Mohamed             | Katar    | 2012 | 2014 | 2    | –      | –      | 2      |
| 4.    | Mohsin Yafai            | Katar    | 2012 | 2014 | 2    | –      | –      | 2      |
| 4.    | Ahmed Morgan            | Katar    | 2014 | 2016 | 2    | –      | –      | 2      |
| 4.    | Mohamed Hassan          | Katar    | 2014 | 2016 | 2    | –      | –      | 2      |
| 4.    | Anis Zouaoui            | Katar    | 2014 | 2016 | 2    | –      | –      | 2      |
| 4.    | Hani Kakhi              | Katar    | 2014 | 2016 | 2    | –      | –      | 2      |
| 11.   | Muhammad Uzair Atif     | Pakistan | 2008 | 2016 | 1    | 1      | 3      | 5      |
| 11.   | Muhammad Shahid Pervaiz | Pakistan | 2008 | 2016 | 1    | 1      | 3      | 5      |
| 11.   | Tahir Ali               | Pakistan | 2008 | 2016 | 1    | 1      | 3      | 5      |
| 14.   | Naseer Ahmed            | Pakistan | 2008 | 2014 | 1    | 1      | 2      |        |
| 15.   | Muhammad Sohaib         | Pakistan | 2008 | 2012 | 1    | 1      | 1      | 3      |
| 15.   | Nasr Ullah              | Pakistan | 2008 | 2012 | 1    | 1      | 1      | 3      |
| 17.   | Babar Sultan            | Pakistan | 2008 | 2010 | 1    | 1      | –      | 2      |
| 17.   | Azhar Khan              | Pakistan | 2008 | 2010 | 1    | 1      | –      | 2      |
| 17.   | Saleh Al-Jaimaz         | Kuwait   | 2008 | 2010 | 1    | 1      | –      | 2      |
| 17.   | Abdulaziz Balous        | Kuwait   | 2008 | 2010 | 1    | 1      | –      | 2      |
| 17.   | Naseer Hasan            | Kuwait   | 2008 | 2010 | 1    | 1      | –      | 2      |
| 17.   | Hamad Al-Rashidi        | Kuwait   | 2008 | 2010 | 1    | 1      | –      | 2      |
| 17.   | Sameh Al-Hajeri         | Kuwait   | 2008 | 2010 | 1    | 1      | –      | 2      |